# サウスフロリダ大学
サウスフロリダ大学（英語：University of South Florida）は、アメリカ合衆国フロリダ州タンパにメインキャンパスを持つ州立大学である。この他、セントピーターズバーグとサラソタにもキャンパスがある。フロリダで4番目に大きい大学であり、米国で7番目に大きい公立大学である。2021年度、50,830人の学生が在籍している。フロリダ州立大学システムに属する。

## 経歴
大学は1956年に設立され、20世紀に設立された米国で最初の独立した州立大学である。大学は1957年に正式に命名され、授業は1960年に開始した。大学は、第二次世界大戦の滑走路であるヘンダーソン飛行場の跡地にあるファウラーアベニューのそばに建設された。元米国下院議員のサミュエル・ギボンズは、州下院議員であったときに大学の創設に尽力し、「サウスフロリダ大学の父」と見なされている。